# 希尔施施泰因
希尔施施泰因（德語：Hirschstein）是德国萨克森州的一个市镇，隶属于迈森县。总面积为34.57平方千米，截至2020年总人口为1950人。